# Horace Sébastiani

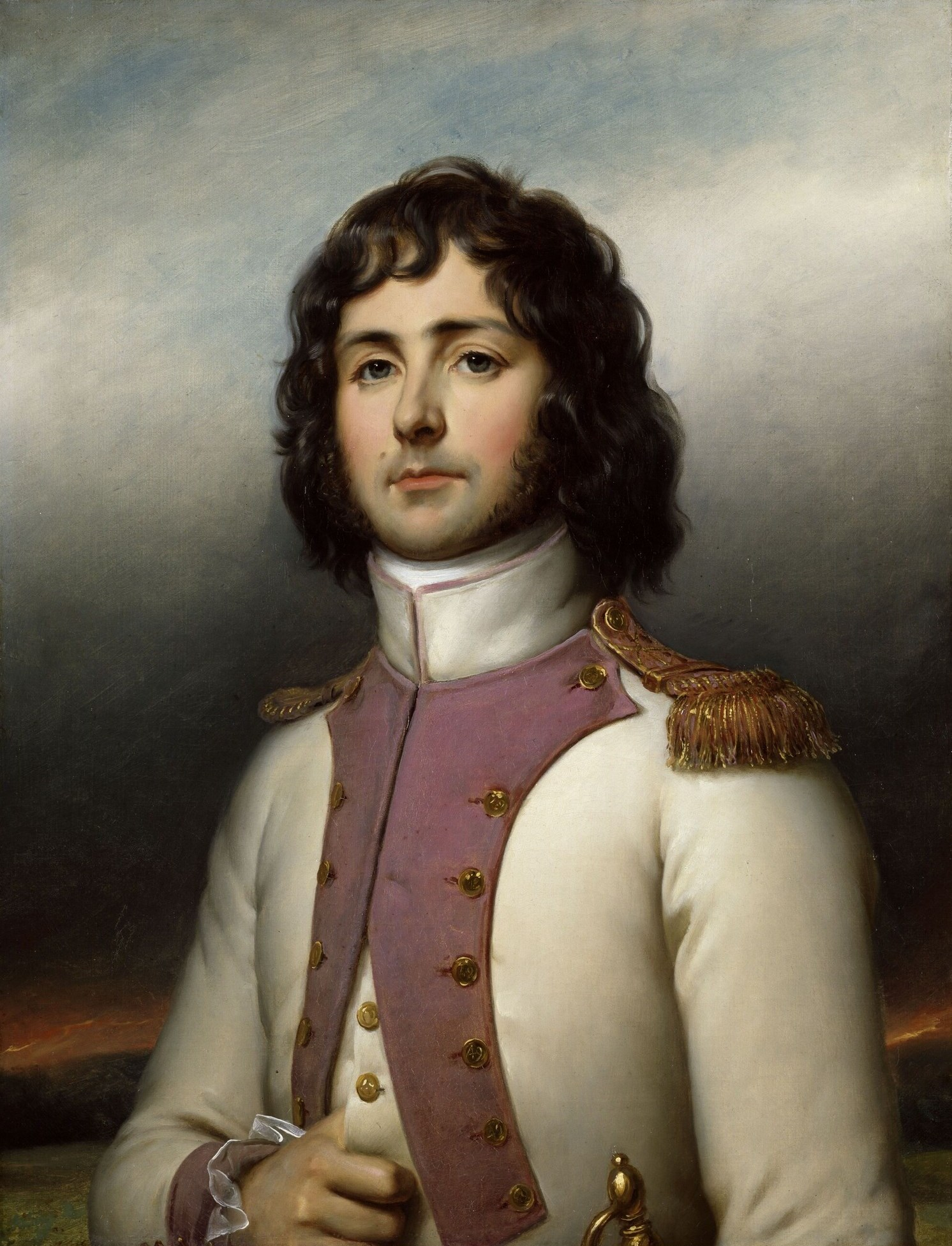
Horace Sébastiani met het uniform van een luitenant van het 49e régiment d'infanterie de ligne en 1793.

Horace François Bastien Sébastiani, (La Porta, Corsica, 17 november 1772 - Parijs, 20 juli 1851) was graaf Sébastiani della Porta en maarschalk van Frankrijk
De zoon van kleermaker Joseph-Marie Sébastiani en signora Maria Piétra Francesca Alterice Franceschi werd door de latere bisschop Louis Sébastiani opgevoed. Hij leek voorbestemd voor een kerkelijke loopbaan maar nam in 1789 dienst in het Franse leger.

## Campagne in Italië
Horace Sébastiani onderscheidde zich in de Italiaanse campagne maar werd op 28 april 1799 bij Verderio door de Russen onder Souvorov verrast en gevangengenomen. Hij werd later uitgewisseld.

## Destaatsgreep van 18 Brumaire
Tijdens Napoleons staatsgreep steunde Horace Sébastiani zijn landgenoot Napoleon Bonaparte. Hij was een van de officieren die de in Saint-Cloud gevestigde senaat uit de vergaderzaal joeg.
In de Slag bij Marengo op 14 juni 1800 leidde Horace Sébastiani een charge van de cavalerie.

## Diplomatieke missies in de Oriënt (1802-1805)
Na de Vrede van Amiens in 1802 leefde het Franse imperium korte tijd in vrede. Kolonel Sébastiani werd naar Tunis, Tripoli en Constantinopel gestuurd om daar te bewerken dat men de Cisalpijnse Republiek zou erkennen. In Egypte regelde hij de terugkeer van het daar al sinds 1800 geïsoleerde legerkorps. Als beloning bevorderde de eerste consul hem tot brigadegeneraal.
In de Slag bij Austerlitz werd Horace Sébastiani zwaargewond. Hij werd nu door Napoleon enige tijd van het front teruggetrokken om weer een diplomatieke missie, ditmaal in Turkije, te vervullen. Turkije was neutraal maar leek vooral op de hand van Engeland.
Ambassadeur Sébastiani wist de vriendschap van sultan Selim III te winnen en speelde de Turken tegen de Russen uit met de belofte van grote subsidies. Turkije aarzelde om de wapens tegen het machtige Rusland op te nemen.
In januari 1807 voer een Engelse vloot onder admiraal Duckworth de Bosporus op. De machtige Britse linieschepen lagen dreigend voor het Topkapi-paleis voor anker en de Britten eisten dat Turkije de vriendschap met Frankrijk op zou zeggen en de Franse ambassadeur tot persona non grata zou verklaren. Selim III ontbood Horace Sébastiani en zei dat er niets anders opzat. Sébastiani weigerde te vertrekken en gaf te kennen te wachten tot de Sultan van gedachten zou veranderen. Terwijl de regering en de Britten onderhandelden brachten Sébastiani en Turkse militairen honderden kanonnen en manschappen bijeen. Zij verjoegen daarmee de Britse vloot die twee schepen en 500 man verloor.
Het ingrijpen van Sébastiani heeft weinig gevolgen gehad. In Tilsitt had zijn meester, Napoleon, de Turken al in een geheim verdrag aan de Russen verraden.
Op de dag dat hij ambassadeur in Turkije werd, 2 mei 1806, huwde hij met Antoinette Jeanne Françoise (Fanny) Franquetot de Coigny, dochter van de hertog van Coigny. Zijn vrouw stierf in het kraambed na de geboorte van hun dochter Françoise Alterice Rosalba (Fanny) Sébastiani op 14 april 1807.
De sultan verleende Horace Sébastiani bij zijn afscheid op 27 april 1808 de Orde van de Halve Maan. Napoleon bevorderde hem tot Grand-Aigle in het Legioen van Eer.
In de door Napoleon verloren oorlog in Spanje had ook generaal Sébastiani weinig succes. Hij liet zich na de nodige tegenslagen "wegens ziekte" terugroepen en was enige tijd in ongenade bij Napoleon.
In de rampzalige veldtocht naar Rusland voerde Horace Sébastiani achtereenvolgens een kurassiersregiment, de Poolse cavalerie en de cavalerie in de achterhoede onder Maarschalk Ney aan.
In 1813 voerde Horace Sébastiani in de Volkerenslag bij Leipzig de cavalerie aan. Hij raakte gewond door een lanssteek in de keel maar vocht door. Bij Hanau leverde hij slag met de Beierse generaal Wrede. Hij wist een eervolle aftocht te bedingen.

## De campagne in Frankrijk (1814)
Generaal Sébastiani voerde tijdens Napoleons wanhopige verdediging van Frankrijk drie regimenten cavalerie aan. Er werd zwaar gevochten; in gevechten bij Reims, Arcis-sur-Aube en Saint-Dizier wist Horace Sébastiani successen te boeken. Napoleon was na de zware verliezen in de verloren slag bij Leipzig desondanks tot een nederlaag gedoemd.

## Horace Sébastiani in het Frankrijk van de restauratie

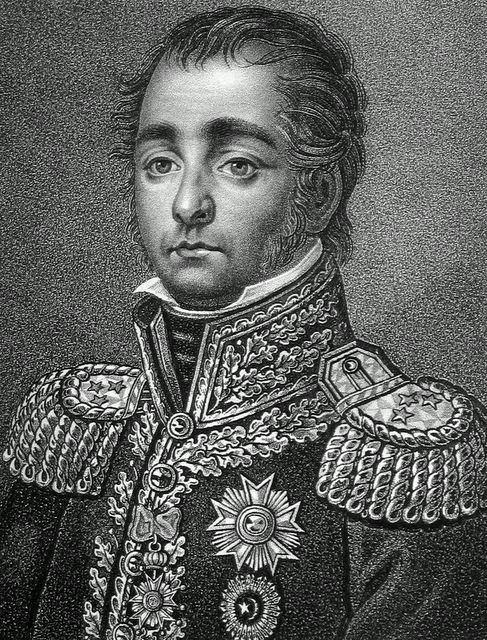
De generaal met de sterren van het Legioen van Eer en de Orde van de Halve Maan

Na de eerste troonsafstand van Napoleon koos Horace Sébastiani de zijde van de Bourbons. Hij werd tot Ridder in de Orde van de Heilige Lodewijk benoemd.
Tijdens de "honderd dagen" diende Horace Sébastiani desondanks de teruggekeerde Napoleon. Hij was met de verdediging van een deel van Parijs belast.
Na de nederlaag bij Waterloo was Horace Sébastiani een van de onderhandelaars die de wapenstilstand in Haguenau sloten. Hij verkoos een jaar lang in Engeland te gaan wonen en keerde in mei 1816 terug. Hij was, net al het grootste deel van het reusachtige Franse leger, op non-actief gesteld en trok daarom halve soldij. De politiek bracht uitkomst; Corsica koos hem in het Franse parlement.
Ondanks aanvankelijke steun voor Karel X was Horace Sébastiani in juli 1830 lid van de deputatie van volksvertegenwoordigers die Lodewijk Filips de Franse troon aanbood.

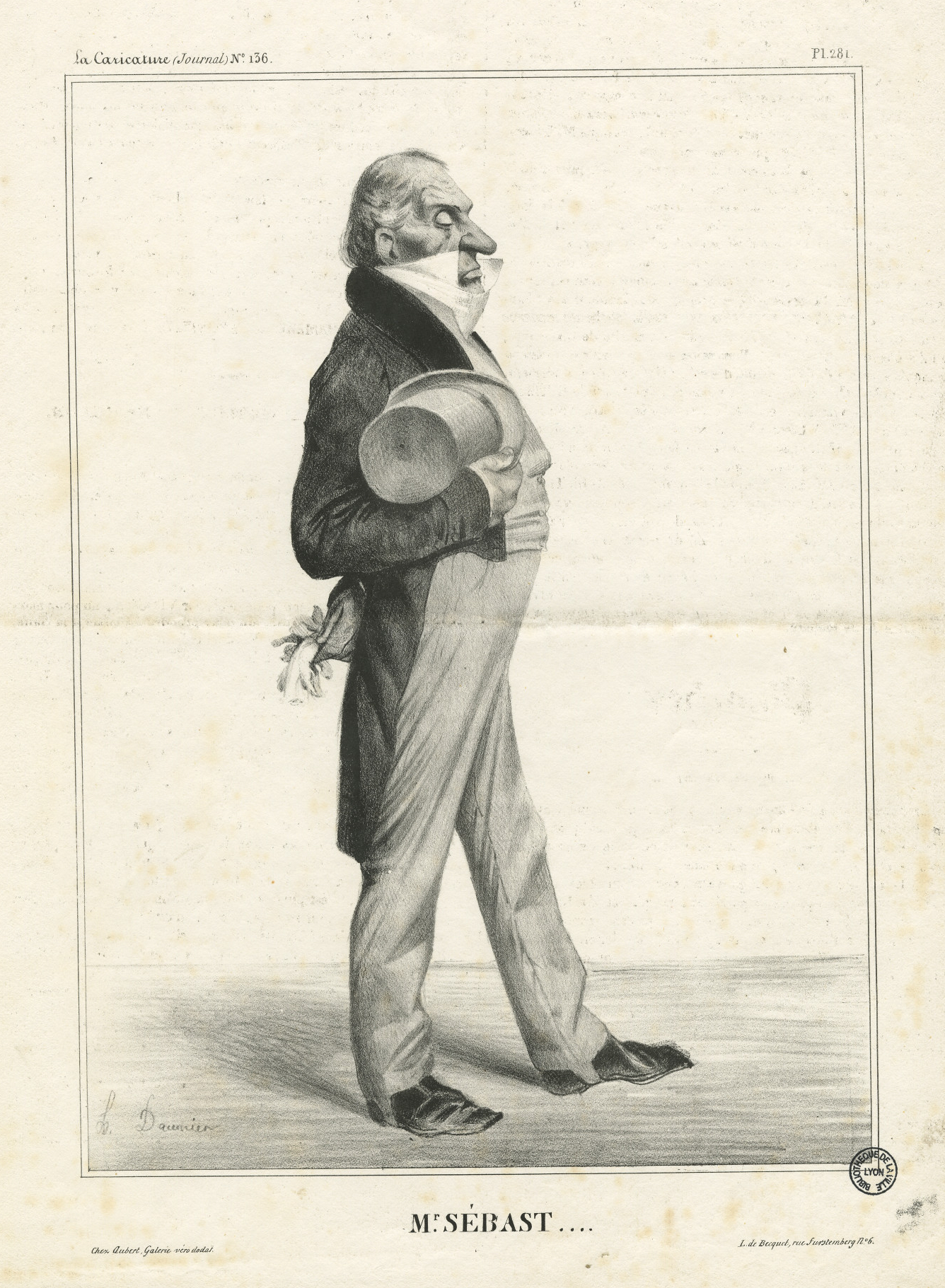
Horace Sébastiani, een karikatuur door Honoré Daumier.

Horace Sébastiani werkte in 1830 mee aan het herzien van de grondwet en werd Minister van Marine en Koloniën.
Op 17 november 1830 legde Horace Sébastiani het ministerschap van Marine neer om Buitenlandse Zaken over te nemen. In de daaropvolgende drie jaar was hij betrokken bij de schaderegeling met de Verenigde Staten die 25 miljoen franc en een volledig herstel van schade kregen toegezegd voor de door Franse kapers tijdens de napoleontische oorlogen aangerichte schade.
Zijn opmerking in de kamer dat dankzij het Russische leger "wederom rust heerst in Warschau", een cynische beschrijving van het bloedig neerslaan van de volksopstand in die stad, heeft hem bij het nageslacht een slechte naam gegeven.
Op 24 november 1831 werd Horace Sébastiani Minister van Oorlog. Deze functie legde hij al op 11 december weer neer om Minister zonder Portefeuille te worden in het kabinet Nicolas Jean-de-Dieu Soult. Toen het Verenigd Koninkrijk en Turkije in conflict kwamen en Rusland troepen naar de Dardanellen stuurde kwam Sébastiani's kennis van de Oriënt de Franse regering goed van pas.
In 1831 hertrouwde hij, in een tweede hypergamie, Aglaé Angélique Gabrielle de Gramont (1787-1842), zuster van de Antoine IX Héraclius-Agénor de Gramont, hertog van Gramont en weduwe van de in 1815 gestorven Russische generaal Davidov.
De ambassade in Londen bracht Horace Sébastiani in de jaren 1835 - 1840 veel werk. In Londen werd beslist over de Belgische opstand en het lot van het Verenigd Koninkrijk der Nederlanden. Ook over verwikkelingen rond zeerecht en problemen in Turkije werd door hem onderhandeld. Na terugkeer in Parijs werd de oude generaal tot maarschalk van Frankrijk benoemd.
Aan het einde van zijn leven maakte de oude maarschalk nog een tragedie mee; op 17 augustus 1847 werd zijn dochter door haar echtgenoot Charles-Laure-Hugues-Théobald de Choiseul-Praslin, hertog van Praslin vermoord. De oude man kwam de slag niet meer te boven. Hij trok zich terug uit het openbare leven.

## Wapenschild
- Zijn wapenschild was D'azur au griffon d'or, oftewel een veld van azuur beladen met en griffioen or. Dit heraldische jargon betekent "een gouden griffioen op een blauwe achtergrond. Toen hij op 31 december 1809 een graaf van het keizerrijk ("comte de l'Empire") werd werd een nieuw wapen vastgesteld.

De beschrijving daarvan luidt "De gueules, à la porte de ville flanquée de deux tours crénelées et soutenues d'or, à la herse de sable, surmontée d'un comble ou chef, parti de deux traits formant trois quartiers ; le 1 des comtes militaires ; le 2 de gueules au lion d'or ; le 3 de sinople au croissant d'argent, les pointes à dextre, embrassant une étoile du même".

## Hommages
- Maarschalk Sébastiani is in het hôtel des Invalides begraven.
- Zijn naam staat in de arc de triomphe de l'Étoile gebeiteld.